# Cité Montmartre-aux-artistes
Cité Montmartre-aux-artistes (česky Město Montmartre umělcům) je ubytovací zařízení pro umělce na Montmartru v Paříži. Nachází se v ulici Rue Ordener v 18. Obvodu. Obytný komplex ve stylu art deco byl postaven ve 30. letech a zahrnuje 180 uměleckých ateliérů, což z něj činí největší zařízení podobného druhu v Evropě.

## Historie
Od počátku 19. století se na Montmartru začali usazovat umělci. V roce 1924 Jean Varenne, radní ze čtvrti Grandes Carrières navrhl pařížské městské radě využít opuštěnou oblast v Rue Ordener a vybudovat zde skupinu budov včetně uměleckých ateliérů, kde by mohli bydlet a pracovat chudší umělci. Pozemek o rozloze 5500 m2 byl zakoupen za 1 078 200 franků. Výstavbu zajistilo společenství Montmartre aux artistes vytvořené skupinou umělců shromážděných kolem sochaře Louise-Aimého Lejeuna (1884-1969), držitele Římské ceny za rok 1911. Finance byly zajištěny pomocí půjček. První nájemníci se nastěhovali v dubnu 1932. V důsledku hospodářské krize však došlo ke krachu společnosti a v roce 1936 převzalo budovy město Paříž.

## Architektura
Návrh sochaře Louis-Aimé Lejeune rozpracovali architekti Adolphe Thiers a Henry Trésal do projektu, který zahrnuje tři budovy se 180 ateliéry, výstavními a přednáškovými sály a knihovnou, což z něj činí největší obdobný komplex v Evropě. Areál má dvě atria oddělená monumentálním schodištěm, které vede do hlavní budovy lemované mozaikami a se třemi portály zdobená kováním a vitrážemi a s fasádou z červených cihel ve stylu art deco. Vlys mezi dvěma prvními úrovněmi skleněných oken nese nápis Montmartre aux artistes. Tři budovy jsou orientovány severozápadně a jihozápadně a nacházejí se jedna za druhou podél Rue Ordener. Fasáda z červených cihel na ulici kontrastuje s bílými zdmi uvnitř dvora, na který vedou vstupy do ateliérů ve všech podlažích. Ubytovací ateliéry jsou navrženy jako dvojlůžkový pokoj o rozloze 65 m2 o výšce 8 metrů s mezaninem.

## Podmínky ubytování
Užívání bytu s ateliérem je teoreticky přístupné pouze osobám s nízkými příjmy a jejich rodinám, pronájem samotného ateliéru je možný jen umělcům, kteří jsou členy asociace Maison des artistes. Čekací seznamy jsou nicméně velmi dlouhé. Žádost musí obsahovat motivační dopis s představením činnosti za několik let. Žádosti posuzuje komise Paris Habitat, veřejný bytový úřad města Paříže. Mezi obyvateli jsou zastoupeni umělci mnoha zaměření – vizuální umělci, hudebníci, herci, spisovatelé, filmaři, kameramani, fotografové atd. Průměrná doba ubytování je 27 let.